# I. Johanna nápolyi királynő
Anjou Johanna (ismert még mint Nápolyi Johanna, olaszul: Giovanna d’Angiò, franciául: Jeanne d’Anjou; Nápoly, Nápolyi Királyság, 1326/1327 – Muro Lucano, Nápolyi Királyság, 1382. május 22.), a Capeting–Anjou-házból származó nápolyi királyi hercegnő, aki Nápoly királynője, valamint Provence és Forcalquier grófnője 1343-tól 1382-es haláláig, továbbá Akháj fejedelem 1373 és 1381, valamint harmadik házassága révén mallorcai királyné 1363 és 1375 között. Johanna volt Róbert nápolyi király unokája, Károly, Calabria hercege és Marie de Valois leánya.
A pápaság támogatásával meg tudta védeni trónját Nagy Lajos magyar királlyal szemben, ám idős korára a durazzói herceg, Károly börtönbe záratta majd meggyilkoltatta. Négyszer házasodott, első férje András magyar királyi herceg, akit megfojtottak (nem tudni, hogy Johannának volt-e szerepe benne), második hitvese Tarantói Lajos, akitől két korán elhunyt leánya született, harmadik férje IV. Jakab mallorcai király, míg negyedik férje Braunschweigi Ottó lett.

## Származása
Johanna 1326 körül született a Nápolyi Királyság központjában, Nápolyban, a Capeting-ház Anjou-házának tagjaként. Apja Károly, Calabria hercege, aki Róbert nápolyi király és Aragóniai Jolán fia volt. Apai nagyapai dédszülei II. Károly nápolyi király és Magyarországi Mária királyné (V. István magyar király leánya), míg apai nagyanyai dédszülei III. Péter aragóniai király és Szicíliai Konstancia királyné (Manfréd szicíliai király leánya) voltak.
Édesanyja a Capeting-dinasztia Valois-házából származó Marie de Valois hercegnő, Charles de Valois és Mahaut de Châtillon leánya volt. Anyai nagyapai dédszülei III. Fülöp francia király és Aragóniai Izabella királyné (I. Jakab aragóniai király leánya), míg anyai nagyanyai dédszülei III. Guy saint-poli gróf és Bretagne-i Mária grófné voltak. Johanna szülei másod-unokatestvérek voltak, mivel apai nagyanyai dédapja és anyai nagyapai nagyanya is I. Jakab király és Magyarországi Jolán királyné gyermeke volt.
Johanna volt szülei négy gyermeke közül a második. Egyetlen felnőttkort megért testvére Mária, Alba grófnője, aki többek között Károly, Durazzó hercegének, valamint II. Fülöp tarantói herceg felesége is volt.

## Uralkodása
Nagyapja, Róbert király, fiúutódok hiányában őt jelölte a nápolyi trónra, melyet a királyság hűbérura, a pápa is támogatott ellentétben Károly Róbert magyar király jogos trónigényével. A magyar igényeket azonban nem lehetett figyelmen kívül hagyni a Magyar Királyság nemzetközi súlyánál fogva, így 1333-ban Károly Róbert elutazott Nápolyba másodszülött fiával, András herceggel, és nyélbe ütötte fiának Johannával történő eljegyzését. Megegyezett nagybátyjával, hogy közösen fognak uralkodni, tehát András herceg is tényleges nápolyi király lesz. A pápa szentesítette az eljegyzést, de Károly Róbert halála után Róbert nápolyi király megváltoztatta végrendeletét, melyben csak Johannát nevezte meg örökösének.
A következő évben, 1343-ban meghalt a nápolyi király is, és végrendelete értelmében csak unokáját, Johannát kiáltották ki királlyá I. Johanna néven. András még a királyi címet sem kapta meg felesége mellett. András herceget mellőzték a nápolyi udvarban, és nyíltan sértegették, melyet a magyar királyi udvar, és különösen az anyakirályné, Łokietek Erzsébet kevéssé tűrte, ezért 1343-ban a magyar kincstár jelentős aranykészleteivel Nápolyba utazott, hogy előmozdítsa rég nem látott fia királlyá koronázását. Utazásával annyit elért, hogy VI. Kelemen pápa ígéretet tett András herceg királlyá koronázására. András halála előtt nem sokkal hivatalosan is megkapta a királyi címet, és készülhetett a pápai koronázására. 1345. szeptember 18-án Aversában azonban az ifjú királyt várandós felesége közvetlen környezetében meggyilkolták. Johanna bűnrészessége a gyilkosságban mai napig tisztázatlan maradt. A pápa felmentette a gyilkosság vádja alól, de a magyar királyi udvar Johannát mindvégig férjgyilkosnak tartotta. Három hónappal később, 1345. december 25-én Johanna megszülte gyermekét, egy fiút, akit dédapja után Martell Károlynak neveztek el.
Nagy Lajos 1347/48-ban és 1350-ben büntetőhadjáratot indított Johanna megbuktatására, aki a fia nélkül 1348. január 15-én hajón elmenekült az országból, és az Avignonban regnáló pápa védnöksége alá helyezte magát. A kis Martell Károlyt a nagybátyja, a magyar király elismerte az öccse fiának, és 1348 elején Visegrádra küldte, de az 1348–49-ben dúló pestisjárványban, amely miatt a hadjáratot is meg kellett szakítania Nagy Lajos királynak, hamarosan, 1348. május 10-én vagy június 19-én Visegrádon életét vesztette a kis trónörökös a magyar királynéval, Luxemburgi Margittal együtt, aki 1349-ben halt meg.
1351-ben térhetett vissza csak királyságába második férjével, Tarantói Lajossal, akivel még 1346. június 20-án kötött házasságot. A házasságból két leány, Katalin ls Franciska hercegnők született, de mindketten csecsemőkorban meghaltak. Johannát 1352. május 23-án Rómában férjével együtt királlyá koronázták. Rossz előjel volt, hogy férjének, Tarantói Lajosnak a szertartás közben a fejéről leesett a korona. Ekkor halt meg a házaspár második kislánya, Franciska hercegnő.
Tarantói Lajos 1362-ben halt meg, és a királynő újabb utódok reményében új férjet keresett. 1363-ban a mentálisan retardált, de testileg jó fizikumú, és a királynőnél 11 évvel fiatalabb címzetes mallorcai királyt, IV. Jakab királyt választotta férjéül a pápa ajánlására. A házasság úgy tűnt, minden nehézsége ellenére szerencsés az utódlás tekintetében, mert a királynő hamarosan teherbe esett, de az örömbe üröm vegyült, hiszen nem tudta kihordani a gyermekét, és elvetélt. Ekkor végleg megromlott a házastársak közötti kapcsolat, és férje dührohamai miatt az életéért aggódó Johanna 1366-ban száműzte férjét Nápolyból, de sohasem váltak el hivatalosan. Jakab ekkor elvesztett országáért harcolt a nagybátyjával, majd e küzdelem közepette vesztette életét 1375-ben.
1376-ban negyedszer, a lehetséges utódok további reményében, az ötvenéves királynő az elhunyt férje mostohaanyjának, Violante de Vilaragut mallorcai királynénak az özvegyéhez, Braunschweigi Ottóhoz ment feleségül. Egy jóst megkérdeztek a királynő házasságaival kapcsolatban, hogy vajon kinek is szánta őt a sors. Ő azt válaszolta: Másnak, azaz latinul Alio, amely Johanna férjeinek kezdőbetűiből áll össze: A(ndreas), L(udovicus), I(acobus), O(tho). Az öregedő és a gyermekeit túlélt királynő ekkor a trónöröklés megoldatlanságával találta szembe magát. Húga, Mária, Alba grófnője 1366-ban gyermekszülésben vesztette életét, és csak lányai maradtak. Johanna a rokonai mellőzésével II. János francia király fiát, I. Lajost, Anjou hercegét, jelölte trónörökösévé, majd örökbe is fogadta 1380-ban.
Anjou Lajost az avignoni ellenpápa, VII. Kelemen javasolta, aki mellé végül Johanna állt, míg a törvényes római pápa, VI. Orbán, akit kezdetben favorizált a királynő, ezért kiátkozta Johannát. Nagy Lajos Orbánt támogatta, aki felhatalmazta a magyar királyt Johanna trónjának elfoglalására, és trónfosztotta a királynőt 1381-ben. Nagy Lajos maga helyett Johannával közös unokaöccsüket, ifjabb Durazzói Károlyt jelölte a nápolyi trónra, akinek a felesége, Durazzói Margit Johanna húgának és a Nagy Lajos által 1348-ban kivégeztetett idősebb Durazzói Károlynak a kisebbik leánya volt, és erőteljes katonai támogatással Nápolyba küldte a magyar udvarban nevelkedő Károlyt. Johanna egyezkedni próbált, és nem volt hajlandó lemondani a trónról. Fogadott fia, Anjou Lajos segítségében reménykedve tárgyalásokat folytatott az új uralkodóval hatalmának megtartása érdekében, azonban kétszínű politikája miatt a III. Károly néven királlyá koronázott durazzói herceg Muro várában megfojtatta a királynőt 1382. május 22-én. Legnagyobb ellenfele, Nagy Lajos, mintha csak erre várt volna, mert alig négy hónappal élte túl egykori jegyesét, és öccsének feltételezett gyilkosát.

## Házasságai és gyermekei

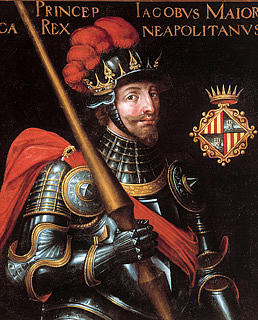
Johanna harmadik férje, IV. Jakab mallorcai király

Johanna négyszer házasodott, ám első két házasságából származó három gyermeke sem érte meg a felnőttkort.
Első férje a Capeting–Anjou-ház magyar királyi ágából származó András herceg, egyben másod-unokatestvére lett. András Károly Róbert magyar király (Johanna apai nagybátyja) és Łokietek Erzsébet királyné fia volt, egyben Nagy Lajos magyar király öccse. Házasságukra 1342. március 31-én került sor Nápolyban. Johanna várandós volt már, mikor András 1345. szeptember 18-án tragikus körülmények között elhunyt, így férje nem érte meg gyermekük születését:
- Martell Károly királyi herceg (1345–1348), Calabria hercege, pestisjárvány következtében hunyt el fiatalon.

Második hitvese az Anjou-ház tarantói ágából származó Lajos, Taranto hercege, egyben apai nagybátyja. Lajos volt I. Fülöp tarantói herceg és Catherine de Valois–Courtenay fia. Házasságukra 1346. június 20-án, míg közös koronázásukra 1352. május 23-án került sor Rómában. Kapcsolatukból összesen két leány született, melyek közül egyik sem érte meg a felnőttkort. Leányaik:
- Katalin királyi hercegnő (1348–1349), fiatalon meghalt;
- Franciska királyi hercegnő (1351–1352), szülei koronázása napján hunyt el.

Harmadik férje az aragón Barcelonai-házból való IV. Jakab mallorcai király lett. Jakab III. Jakab király és Aragóniai Konstancia királyné gyermeke volt. Házasságukra 1363. szeptember 26-án került sor az Anjou-erődben. Johanna hamar áldott állapotba került, ám még 1364-ben elvetélt. A mentálisan retardált férjét annak dührohamai miatt száműzték az országból, ám a válásra végül csak 1375-ben került sor Jakab halálával.
Negyedik házastársa korábbi férje, IV. Jakab király mostohaapja, Ottó braunschweig–grubenhageni herceg lett. A szertartásra 1376. szeptember 25-én került sor. A házasságkötéskor ötven év körüli Johanna hitt abban, hogy további fiú utódokat tud majd életet adni, ám ez a házassága mindvégig gyermektelen maradt.

## Forrás
Irodalom

Szakirodalom
- Kulcsár Zsuzsanna: Nápolyi Johanna In: K. Zs.: Rejtélyek és botrányok a középkorban, Gondolat, Budapest, 277–306, 1978. ISBN 963-281-359-6
- Dümmerth Dezső: Az Anjou-ház nyomában, Panoráma, Budapest, 1982.
- Kiesewetter, Andreas: Giovanna I d'Angiò, regina di Sicilia, Dizionario Biografico degli Italiani 55, Róma, 2001. URL: L. Külső hivatkozások
- Schwennicke, Detlev: Die Könige von Mallorca, Grafen von Rousillon und Cerdagne und Herren von Montpellier 1276–1343 a. d. H. Barcelona, 1315–1316 Fürst von Achaja und Morea, In: Detlev Schwennicke (szerk.): Europäschen Stammtafeln, Stammtafeln zur Geschichte der Europäischen Staaten, Neue Folge, Band II, Die außerdeutschen Staaten, Die regierenden Häuser der übrigen Staaten Europas,  Tafel 74, Verlag von J. A. Stargardt, Marburg/Berlin, 1984.

Szépirodalom
- Passuth László: Nápolyi Johanna, Szépirodalmi Könyvkiadó, Budapest, 1968 URL: L. Külső hivatkozások

További információk
- Mittelalter Genealogie/Johanna I. Königin von Neapel – 2014. május 13.
- FMG/Sicily/Naples Kings – 2014. május 13.
- Andreas Kiesewetter: Giovanna I d'Angiò, regina di Sicilia – 2014. május 13.
- Libro d'Oro della Nobiltà Mediterranea/Gli Angioini (Dinastia di Angiò) – 2014. május 13.
- Sovereigns, Kingdoms and Royal Landmarks of Europe – 2014. május 13.

| I. Johanna Capeting-ház Anjou-ház Született: 1326/1327 Elhunyt: 1382. május 22. |                                              |                              |
|                                                                                 |                                              |                              |
| Előző Róbert                                                                    | Nápoly királynője 1343 – 1382                | Következő III. Károly        |
| Előző Róbert                                                                    | Provence és Forcalquier grófnője 1343 – 1382 | Következő II. Lajos          |
| Előző III. Fülöp                                                                | Akháj fejedelem 1373 – 1381                  | Következő Giacomo del Balzo  |
| Előző Violante de Vilaragut                                                     | Mallorca királynéja 1363 – 1375              | Következő Szicíliai Eleonóra |